# Hockey Pro League femenina 2019
La FIH Pro League femenina de 2019 fue la primera edición de un campeonato de hockey sobre césped para equipos nacionales femeninos. El torneo comenzó en enero de 2019 y terminó en junio de 2019 en Amstelveen (Países Bajos).
La competencia también clasificó a los cuatro mejores al torneo de la FIH a celebrarse en noviembre de 2019, donde clasificarán siete de los doce equipos que competirán en el evento de hockey sobre hierba en los Juegos Olímpicos de Tokio 2020, mientras que los otros cinco provienen de las cinco competencias continentales.

## Clasificación
Nueve equipos compiten en un torneo con formato de todos contra todos con partidos ida y vuelta, jugados de enero a junio, con los cuatro mejores equipos avanzando a la final en el estadio Wagener en Amstelveen, Países Bajos. En julio de 2017, India decidió retirar al equipo nacional femenino de la competencia, ya que estimaban que las posibilidades de clasificarse para los Juegos Olímpicos de 2020 serían mayores al participar en la Serie de Hockey. India también citó la falta de claridad en el sistema de clasificación. La Federación Internacional de Hockey posteriormente invitó a Bélgica.
- Países Bajos (1)
- Reino Unido (2)
- Australia (3)
- Argentina (4)
- Alemania (5)
- Nueva Zelanda (6)
- China (10)
- Estados Unidos (12)
- Bélgica (13)

## Resultados

### Posiciones
| Pos. | Equipo         | Pts. | PJ | G  | GSO | PSO | P  | GF | GC | Dif. | Clasificación                                   |
| ---- | -------------- | ---- | -- | -- | --- | --- | -- | -- | -- | ---- | ----------------------------------------------- |
| 1    | Países Bajos   | 45   | 16 | 15 | 0   | 0   | 1  | 41 | 10 | +31  | Fase final y Partidos de Clasificación Olímpica |
| 2    | Argentina      | 38   | 16 | 10 | 4   | 0   | 2  | 31 | 15 | +16  | Fase final y Partidos de Clasificación Olímpica |
| 3    | Australia      | 30   | 16 | 9  | 1   | 1   | 5  | 35 | 23 | +12  | Fase final y Partidos de Clasificación Olímpica |
| 4    | Alemania       | 29   | 16 | 9  | 0   | 2   | 5  | 34 | 24 | +10  | Fase final y Partidos de Clasificación Olímpica |
| 5    | Bélgica        | 21   | 16 | 6  | 1   | 1   | 8  | 21 | 27 | −6   |                                                 |
| 6    | Nueva Zelanda  | 18   | 16 | 6  | 0   | 0   | 10 | 29 | 32 | −3   |                                                 |
| 7    | China          | 14   | 16 | 4  | 0   | 2   | 10 | 27 | 40 | −13  |                                                 |
| 8    | Reino Unido    | 14   | 16 | 3  | 2   | 1   | 10 | 22 | 37 | −15  |                                                 |
| 9    | Estados Unidos | 7    | 16 | 1  | 1   | 2   | 12 | 15 | 47 | −32  |                                                 |

 Fuente: FIH
Criterios de clasificación: 1) puntos; 2) partidos ganados; 3) diferencia de goles; 4) goles a favor; 5) enfrentamientos entre sí; 6) goles de campo anotados.

### Fase preliminar
Todos los partidos se encuentran en horario local.

#### Enero
| 26 de enero de 2019 | Argentina                   | 2 - 0   | Bélgica | Estadio Municipal de Hockey, Córdoba    |                                         |
| 15:30               | Jankunas 12' · A. Habif 42' | Reporte |         | Árbitro(s): Kelly Hudson Maggie Giddens | Árbitro(s): Kelly Hudson Maggie Giddens |

| 27 de enero de 2019 | Nueva Zelanda | 0 - 1   | Países Bajos  | North Harbour Hockey Stadium, Auckland       |                                              |
| 16:30               |               | Reporte | Krekelaar 38' | Árbitro(s): Aleisha Neumann Annelize Rostron | Árbitro(s): Aleisha Neumann Annelize Rostron |

#### Febrero
| 1 de febrero de 2019 | Nueva Zelanda | 0 - 1   | Bélgica  | North Harbour Hockey Stadium, Auckland   |                                          |
| 17:00                |               | Reporte | Boon 59' | Árbitro(s): Aleisha Neumann Liu Xiaoying | Árbitro(s): Aleisha Neumann Liu Xiaoying |

| 2 de febrero de 2019 | Argentina                                  | 2 - 2 (3 - 1 p.)           | Estados Unidos                      | Estadio Municipal de Hockey, Córdoba      |                                           |
| 15:30                | Rebecchi 46' · Merino 50'                  | Reporte                    | Allessie 14' · Moyer 24'            | Árbitro(s): Michelle Joubert Amber Church | Árbitro(s): Michelle Joubert Amber Church |
|                      |                                            | Tiros desde el punto penal |                                     |                                           |                                           |
|                      | Merino · D'Elía · Rebecchi · Von der Heyde |                            | Sharkey · Gonzales · Manley · Woods |                                           |                                           |

| 2 de febrero de 2019 | Australia   | 1 - 0   | Países Bajos | State Netball Hockey Centre, Melbourne |                                     |
| 17:00                | Claxton 21' | Reporte |              | Árbitro(s): Aleesha Unka Emi Yamada    | Árbitro(s): Aleesha Unka Emi Yamada |

| 3 de febrero de 2019 | Australia | 1 - 2   | Bélgica                    | State Netball Hockey Centre, Melbourne |                                     |
| 17:00                | Peris 57' | Reporte | Struijk 37' · Versavel 47' | Árbitro(s): Aleesha Umka Emi Yamada    | Árbitro(s): Aleesha Umka Emi Yamada |

| 8 de febrero de 2019 | Nueva Zelanda                                  | 5 - 1   | Reino Unido | Nga Puna Wai Hockey Stadium, Christchurch  |                                            |
| 19:00                | Merry 5', 35', 51' · Gunson 19' · Robinson 59' | Reporte | Ansley 11'  | Árbitro(s): Irene Presenqui Ayanna McClean | Árbitro(s): Irene Presenqui Ayanna McClean |

| 9 de febrero de 2019 | Australia                                                    | 4 - 3   | China                             | Tasmanian Hockey Centre, Hobart           |                                           |
| 17:00                | Williams 13' · Malone 28' · Stewart 48' · S. Fitzpatrick 50' | Reporte | Zhong J. 25' · Dan 29' · Yong 56' | Árbitro(s): Aleesha Unka Annelize Rostron | Árbitro(s): Aleesha Unka Annelize Rostron |

| 10 de febrero de 2019 | Australia                  | 2 - 2 (3 - 1 p.)           | Alemania                        | Tasmanian Hockey Centre, Hobart           |                                           |
| 17:00                 | S. Taylor 9' · Stewart 32' | Reporte                    | Granitzki 22', 47'              | Árbitro(s): Aleesha Unka Annelize Rostron | Árbitro(s): Aleesha Unka Annelize Rostron |
|                       |                            | Tiros desde el punto penal |                                 |                                           |                                           |
|                       | Bone · Peris · Williams    |                            | Lorenz · Gräve · Hauke · Pieper |                                           |                                           |

| 15 de febrero de 2019 | Nueva Zelanda | 1 - 3   | Alemania                                    | Nga Puna Wai Hockey Stadium, Christchurch    |                                              |
| 17:00                 | Robinson 1'   | Reporte | Stapenhorst 21' · Maertens 29' · Gablać 40' | Árbitro(s): Michelle Joubert Kang Hyun-young | Árbitro(s): Michelle Joubert Kang Hyun-young |

| 16 de febrero de 2019 | Australia                                          | 3 - 0   | Reino Unido | Perth Hockey Stadium, Perth           |                                       |
| 17:30                 | Commerford 15' · Williams 23' · S. Fitzpatrick 50' | Reporte |             | Árbitro(s): Kelly Hudson Kim Jung-hee | Árbitro(s): Kelly Hudson Kim Jung-hee |

| 16 de febrero de 2019 | Estados Unidos | 0 - 5   | Países Bajos                                          | Kentner Stadium, Winston-Salem                 |                                                |
| 19:00                 |                | Reporte | Welten 5' · Leurink 8' · Matla 11', 25' · Keetels 17' | Árbitro(s): Alison Keogh Carolina de la Fuente | Árbitro(s): Alison Keogh Carolina de la Fuente |

| 17 de febrero de 2019 | Nueva Zelanda  | 2 - 0   | China | Nga Puna Wai Hockey Stadium, Christchurch    |                                              |
| 17:30                 | Merry 32', 57' | Reporte |       | Árbitro(s): Michelle Joubert Kang Hyun-young | Árbitro(s): Michelle Joubert Kang Hyun-young |

| 22 de febrero de 2019 | Argentina                                                                          | 2 - 2 (4 - 3 p.)           | Alemania                                                         | CeNARD, Buenos Aires                        |                                             |
| 18:30                 | Merino 3' · Luchetti 43'                                                           | Reporte                    | Grote 37' · Müller-Wieland 39'                                   | Árbitro(s): Maggie Giddens Annelize Rostron | Árbitro(s): Maggie Giddens Annelize Rostron |
|                       |                                                                                    | Tiros desde el punto penal |                                                                  |                                             |                                             |
|                       | Merino · D'Elía · Von der Heyde · Rebecchi · Albertario · Von der Heyde · Rebecchi |                            | Lorenz · Hauke · Vivot · Gräve · Müller-Wieland · Lorenz · Hauke |                                             |                                             |

| 23 de febrero de 2019 | China                                   | 2 - 2 (2 - 3 p.)           | Reino Unido                                 | Wujin Hockey Stadium, Changzhou          |                                          |
| 14:00                 | Liang 11' · Gu 59'                      | Reporte                    | Neal 20' · Ansley 22'                       | Árbitro(s): Ivona Makar Michelle Meister | Árbitro(s): Ivona Makar Michelle Meister |
|                       |                                         | Tiros desde el punto penal |                                             |                                          |                                          |
|                       | Liang · Zhang J. · Zhong M. · Wang · He |                            | Martin · Sanders · Robertson · Webb · Toman |                                          |                                          |

| 24 de febrero de 2019 | Argentina  | 1 - 2   | Países Bajos            | CeNARD, Buenos Aires                        |                                             |
| 18:30                 | D'Elía 14' | Reporte | Matla 17' · Sanders 34' | Árbitro(s): Maggie Giddens Annelize Rostron | Árbitro(s): Maggie Giddens Annelize Rostron |

#### Marzo
| 2 de marzo de 2019 | Australia                | 2 - 1   | Estados Unidos | Sydney Olympic Park, Sídney           |                                       |
| 17:00              | Kenny 46' · Williams 52' | Reporte | Grega 7'       | Árbitro(s): Amber Church Liu Xiaoying | Árbitro(s): Amber Church Liu Xiaoying |

| 3 de marzo de 2019 | China   | 1 - 2   | Países Bajos        | Wujin Hockey Stadium, Changzhou         |                                         |
| 14:00              | Guo 52' | Reporte | Stam 21' · Moes 56' | Árbitro(s): Alison Keogh Maggie Giddens | Árbitro(s): Alison Keogh Maggie Giddens |

| 6 de marzo de 2019 | China                  | 2 - 1   | Alemania   | Wujin Hockey Stadium, Changzhou         |                                         |
| 14:00              | Cui 29' · Zhang X. 40' | Reporte | Gablać 53' | Árbitro(s): Kelly Hudson Maggie Giddens | Árbitro(s): Kelly Hudson Maggie Giddens |

| 8 de marzo de 2019 | Nueva Zelanda                       | 3 - 1   | Estados Unidos | North Harbour Hockey Stadium, Auckland  |                                         |
| 17:00              | Merry 19' · Pearce 25' · Gunson 34' | Reporte | Grega 51'      | Árbitro(s): Laurine Delforge Emi Yamada | Árbitro(s): Laurine Delforge Emi Yamada |

| 10 de marzo de 2019 | Nueva Zelanda | 0 - 3   | Argentina                                    | North Harbour Hockey Stadium, Auckland  |                                         |
| 16:30               |               | Reporte | Albertarrio 14' · Retegui 23' · Luchetti 47' | Árbitro(s): Laurine Delforge Emi Yamada | Árbitro(s): Laurine Delforge Emi Yamada |

| 16 de marzo de 2019 | Australia | 0 - 1   | Argentina  | Sydney Olympic Park, Sídney               |                                           |
| 17:00               |           | Reporte | Merino 24' | Árbitro(s): Laurine Delforge Liu Xiaoying | Árbitro(s): Laurine Delforge Liu Xiaoying |

| 17 de marzo de 2019 | Australia          | 1 - 3   | Nueva Zelanda                 | Sydney Olympic Park, Sídney               |                                           |
| 17:00               | S. Fitzpatrick 48' | Reporte | Merry 17', 32' · Robinson 52' | Árbitro(s): Laurine Delforge Liu Xiaoying | Árbitro(s): Laurine Delforge Liu Xiaoying |

| 21 de marzo de 2019 | China | 0 - 1   | Argentina       | Wujin Hockey Stadium, Changzhou          |                                          |
| 16:00               |       | Reporte | Albertarrio 10' | Árbitro(s): Michelle Meister Ivona Makar | Árbitro(s): Michelle Meister Ivona Makar |

| 22 de marzo de 2019 | China                                          | 5 - 3   | Nueva Zelanda                           | Wujin Hockey Stadium, Changzhou                    |                                                    |
| 16:00               | Cui 9' · Zhang X. 19' · Gu 51', 60+' · Guo 56' | Reporte | Michelsen 52' · Gloyn 54' · Keddell 60' | Árbitro(s): Michelle Meister Celine Martin-Schmets | Árbitro(s): Michelle Meister Celine Martin-Schmets |

| 29 de marzo de 2019 | Estados Unidos                                                                    | 1 - 1 (5 - 4 p.)           | Bélgica                                                                                        | Spook Nook Sports, Lancaster               |                                            |
| 19:00               | Grega 50'                                                                         | Reporte                    | Gerniers 5'                                                                                    | Árbitro(s): Ayanna McClean Irene Presenqui | Árbitro(s): Ayanna McClean Irene Presenqui |
|                     |                                                                                   | Tiros desde el punto penal |                                                                                                |                                            |                                            |
|                     | Gonzales · Manley · Moyer · Paolino · Matson · Manley · Moyer · Matson · Gonzales |                            | Versavel · Leclef · Ballenghien · Limauge · Puvrez · Leclef · Limauge · Versavel · Ballenghien |                                            |                                            |

| 31 de marzo de 2019 | Argentina  | 1 - 0   | China | Estadio Mundialista de Hockey Luciana Aymar, Rosario |                                            |
| 15:30               | D'Elía 37' | Reporte |       | Árbitro(s): Laurine Delforge Allison Keogh           | Árbitro(s): Laurine Delforge Allison Keogh |

| 31 de marzo de 2019 | Estados Unidos | 1 - 3   | Reino Unido                    | Spook Nook Sports, Lancaster                 |                                              |
| 18:00               | Allessie 22'   | Reporte | Owsley 27', 41' · Defroand 34' | Árbitro(s): Michelle Joubert Irene Presenqui | Árbitro(s): Michelle Joubert Irene Presenqui |

#### Abril
| 6 de abril de 2019 | Argentina                                         | 4 - 2   | Reino Unido             | Estadio Mundialista de Hockey Luciana Aymar, Rosario |                                           |
| 18:00              | Jankunas 26', 31' · Zuloaga 34' · M. Granatto 56' | Reporte | Balsdon 28' · Jones 57' | Árbitro(s): Laurine Delforge Alison Keogh            | Árbitro(s): Laurine Delforge Alison Keogh |

| 7 de abril de 2019 | Bélgica                                  | 4 - 1   | China     | Royal Uccle Sport, Brussels              |                                          |
| 15:30              | Gerniers 22', 36', 40' · Ballenghien 33' | Reporte | Liang 52' | Árbitro(s): Michelle Meister Ivona Makar | Árbitro(s): Michelle Meister Ivona Makar |

| 10 de abril de 2019 | Bélgica                  | 2 - 1   | Estados Unidos | Royal Uccle Sport, Brussels                   |                                               |
| 18:30               | Weyns 39' · Versavel 60' | Reporte | Gonzales 44'   | Árbitro(s): Carolina de la Fuente Ivona Makar | Árbitro(s): Carolina de la Fuente Ivona Makar |

| 10 de abril de 2019 | Países Bajos                                                     | 6 - 0   | China | De Klapperboom, Utrecht                          |                                                  |
| 18:45               | Van Maasakker 7', 42', 54' · Matla 48' · De Waard 51' · Veen 53' | Reporte |       | Árbitro(s): Celine Martin-Schmets Ayanna McClean | Árbitro(s): Celine Martin-Schmets Ayanna McClean |

| 13 de abril de 2019 | Argentina                                    | 3 - 1   | Nueva Zelanda | Estadio Mundialista de Hockey Luciana Aymar, Rosario |                                          |
| 15:30               | Alonso 29' · Jankunas 48' · Trinchinetti 52' | Reporte | Michelsen 26' | Árbitro(s): Aleisha Neumann Sarah Wilson             | Árbitro(s): Aleisha Neumann Sarah Wilson |

| 14 de abril de 2019 | Países Bajos                                                                        | 7 - 1   | Estados Unidos | Hazelaarweg Stadion, Róterdam                    |                                                  |
| 16:00               | De Waard 13', 22' · Fortuin 18', 37' · Jansen 41' · Keetels 45' · Van Maasakker 56' | Reporte | West 6'        | Árbitro(s): Carolina de la Fuente Ayanna McClean | Árbitro(s): Carolina de la Fuente Ayanna McClean |

| 24 de abril de 2019 | Alemania        | 2 - 0   | Reino Unido | Hockeypark, Mönchengladbach              |                                          |
| 18:30               | Gablać 38', 58' | Reporte |             | Árbitro(s): Kim Jung-hee Irene Presenqui | Árbitro(s): Kim Jung-hee Irene Presenqui |

| 25 de abril de 2019 | Nueva Zelanda | 1 - 5   | Australia                                                      | North Harbour Hockey Stadium, Auckland    |                                           |
| 14:30               | Ritchie 30'   | Reporte | Nobbs 2' · Chalker 21' · S. Fitzpatrick 31' · Stewart 53', 58' | Árbitro(s): Annelize Rostron Liu Xiaoying | Árbitro(s): Annelize Rostron Liu Xiaoying |

| 26 de abril de 2019 | Alemania | 0 - 1   | Países Bajos | Hockeypark, Mönchengladbach              |                                          |
| 18:30               |          | Reporte | Matla 3'     | Árbitro(s): Kim Jung-hee Irene Presenqui | Árbitro(s): Kim Jung-hee Irene Presenqui |

| 27 de abril de 2019 | Reino Unido                                     | 1 - 1 (2 - 1 p.)           | Estados Unidos                              | Lee Valley Hockey and Tennis Centre, Londres      |                                                   |
| 14:00               | Ansley 30'                                      | Reporte                    | Moyer 44'                                   | Árbitro(s): Michelle Meister Celine Matin-Schmets | Árbitro(s): Michelle Meister Celine Matin-Schmets |
|                     |                                                 | Tiros desde el punto penal |                                             |                                                   |                                                   |
|                     | Sanders · Pearne-Webb · Martin · Howard · Toman |                            | Sharkey · Moyer · Gonzales · Magadan · West |                                                   |                                                   |

| 28 de abril de 2019 | Alemania                                  | 4 - 1   | China   | Hockeypark, Mönchengladbach              |                                          |
| 12:00               | Lorenz 13', 21' · Micheel 49' · Grote 64' | Reporte | Peng 2' | Árbitro(s): Kim Jung-hee Irene Presenqui | Árbitro(s): Kim Jung-hee Irene Presenqui |

| 30 de abril de 2019 | Alemania                 | 2 - 1   | Estados Unidos | Hockeypark, Mönchengladbach                  |                                              |
| 18:30               | Micheel 11' · Lorenz 53' | Reporte | West 45'       | Árbitro(s): Laurine Delforge Irene Presenqui | Árbitro(s): Laurine Delforge Irene Presenqui |

#### Mayo
| 3 de mayo de 2019 | Reino Unido | 1 - 2   | China             | Lee Valley Hockey and Tennis Centre, Londres   |                                                |
| 19:30             | Ansley 41'  | Reporte | Ou 35' · Peng 44' | Árbitro(s): Celine Martin-Schmets Alison Keogh | Árbitro(s): Celine Martin-Schmets Alison Keogh |

| 4 de mayo de 2019 | Argentina                                             | 1 - 1 (3 - 1 p.)           | Australia                    | CeNARD, Buenos Aires                   |                                        |
| 16:00             | D'Elía 18'                                            | Reporte                    | M. Fitzpatrick 2'            | Árbitro(s): Amber Church Karen Bennett | Árbitro(s): Amber Church Karen Bennett |
|                   |                                                       | Tiros desde el punto penal |                              |                                        |                                        |
|                   | D'Elía · Von der Heyde · Alonso · Rebecchi · Jankunas |                            | Bone · Bates · Peris · Nobbs |                                        |                                        |

| 10 de mayo de 2019 | Estados Unidos | 0 - 4   | Australia                                          | Spooky Nook Sports, Lancaster           |                                         |
| 19:00              |                | Reporte | Malone 19' · S. Fitzpatrick 50', 51' · Chalker 58' | Árbitro(s): Kelly Hudson Ayanna McClean | Árbitro(s): Kelly Hudson Ayanna McClean |

| 12 de mayo de 2019 | Estados Unidos | 0 - 4   | Argentina                                             | Spooky Nook Sports, Lancaster        |                                      |
| 18:00              |                | Reporte | Albertarrio 21' · Rebecchi 37' · V. Granatto 52', 53' | Árbitro(s): Kelly Hudson Ivona Makar | Árbitro(s): Kelly Hudson Ivona Makar |

| 18 de mayo de 2019 | Reino Unido                                  | 1 - 1 (1 - 2 p.)           | Argentina                                           | Lee Valley Hockey and Tennis Centre, Londres |                                       |
| 17:00              | Owsley 56'                                   | Reporte                    | Albertarrio 52'                                     | Árbitro(s): Liu Xiaoying Kelly Hudson        | Árbitro(s): Liu Xiaoying Kelly Hudson |
|                    |                                              | Tiros desde el punto penal |                                                     |                                              |                                       |
|                    | Toman · Martin · Pearne-Webb · Jones · Evans |                            | D'Elía · Albertarrio · Alonso · Rebecchi · Jankunas |                                              |                                       |

| 18 de mayo de 2019 | Estados Unidos                         | 3 - 1   | China    | Spooky Nook Sports, Lancaster                    |                                                  |
| 19:00              | Dessoye 20' · Moyer 27' · Gonzales 40' | Reporte | Peng 53' | Árbitro(s): Celine Martin-Schmets Ayanna McClean | Árbitro(s): Celine Martin-Schmets Ayanna McClean |

| 19 de mayo de 2019 | Reino Unido              | 2 - 0   | Bélgica | Lee Valley Hockey and Tennis Centre, Londres |                                       |
| 16:00              | Balsdon 43' · Owsley 53' | Reporte |         | Árbitro(s): Liu Xiaoying Kelly Hudson        | Árbitro(s): Liu Xiaoying Kelly Hudson |

| 22 de mayo de 2019 | Alemania        | 1 - 2   | Argentina              | Crefelder Hockey und Tennis Club, Krefeld |                                           |
| 18:30              | Stapenhorst 33' | Reporte | Costa 55' · D'Elía 60' | Árbitro(s): Annelize Rostron Alison Keogh | Árbitro(s): Annelize Rostron Alison Keogh |

| 25 de mayo de 2019 | China                                        | 3 - 3 (4 - 5 p.)           | Bélgica                                                         | Wujin Hockey Stadium, Changzhou             |                                             |
| 16:00              | Zhang X. 2' · Liang 3' · Peng 40'            | Reporte                    | Puvrez 33' · Leclef 51' · Struijk 53'                           | Árbitro(s): Aleisha Neumann Kang Hyun-young | Árbitro(s): Aleisha Neumann Kang Hyun-young |
|                    |                                              | Tiros desde el punto penal |                                                                 |                                             |                                             |
|                    | Liang · He · Zhong · Zhang X. · Peng · Liang |                            | Leclef · Duquesne · Gerniers · Puvrez · Vanden Borre · Gerniers |                                             |                                             |

| 30 de mayo de 2019 | Bélgica                                               | 4 - 1   | Reino Unido   | Wilrijkse Plein Amberes, Amberes     |                                      |
| 15:30              | Leclef 7' · Vandermeiren 15+' · Weyns 38' · Nelen 52' | Reporte | Robertson 51' | Árbitro(s): Alison Keogh Ivona Makar | Árbitro(s): Alison Keogh Ivona Makar |

#### Junio
| 1 de junio de 2019 | Países Bajos         | 2 - 0   | Reino Unido | Sportpark Aalsterweg, Eindhoven               |                                               |
| 16:00              | Matla 12' · Veen 20' | Reporte |             | Árbitro(s): Laurine Delforge Michelle Meister | Árbitro(s): Laurine Delforge Michelle Meister |

| 1 de junio de 2019 | Estados Unidos | 0 - 3   | Nueva Zelanda                     | Spooky Nook Sports, Lancaster                     |                                                   |
| 19:00              |                | Reporte | Davey 20' · Gloyn 32' · Merry 51' | Árbitro(s): Celine Martin-Schmets Kang Hyun-young | Árbitro(s): Celine Martin-Schmets Kang Hyun-young |

| 2 de junio de 2019 | Bélgica | 0 - 4   | Alemania                             | Wilrijkse Plein Amberes, Amberes               |                                                |
| 15:30              |         | Reporte | Stapenhorst 3', 10', 58' · Grote 40' | Árbitro(s): Carolina de la Fuente Sarah Wilson | Árbitro(s): Carolina de la Fuente Sarah Wilson |

| 2 de junio de 2019 | China             | 2 - 3   | Australia                                     | Wujin Hockey Stadium, Changzhou      |                                      |
| 16:00              | Chen 14' · Xu 59' | Reporte | M. Fitzpatrick 45' · Chalker 49' · Malone 56' | Árbitro(s): Karen Bennett Emi Yamada | Árbitro(s): Karen Bennett Emi Yamada |

| 4 de junio de 2019 | Países Bajos                 | 2 - 1   | Alemania     | Sportpark Aalsterweg, Eindhoven       |                                       |
| 17:30              | Matla 6' · Van Maasakker 46' | Reporte | Maertens 48' | Árbitro(s): Alison Keogh Liu Xiaoying | Árbitro(s): Alison Keogh Liu Xiaoying |

| 7 de junio de 2019 | Reino Unido                 | 3 - 4   | Alemania                                                  | Lee Valley Hockey and Tennis Centre, Londres       |                                                    |
| 19:30              | Howard 10', 17' · Peter 52' | Reporte | Wortmann 26' · Lorenz 40' · Micheel 54' · Stapenhorst 60' | Árbitro(s): Michelle Joubert Carolina de la Fuente | Árbitro(s): Michelle Joubert Carolina de la Fuente |

| 8 de junio de 2019 | Bélgica   | 1 - 2   | Países Bajos         | Wilrijkse Plein Amberes, Amberes        |                                         |
| 15:30              | Sinia 52' | Reporte | Stam 20' · Zerbo 41' | Árbitro(s): Sarah Wilson Ayanna McClean | Árbitro(s): Sarah Wilson Ayanna McClean |

| 9 de junio de 2019 | Alemania                  | 2 - 1   | Nueva Zelanda | UHC-Clubanlage, Hamburgo              |                                       |
| 12:00              | Maertens 48' · Pieper 52' | Reporte | Pearce 8'     | Árbitro(s): Alison Keogh Sarah Wilson | Árbitro(s): Alison Keogh Sarah Wilson |

| 9 de junio de 2019 | Países Bajos                  | 2 - 0   | Bélgica | HC Den Bosch, 's-Hertogenbosch           |                                          |
| 13:30              | Matla 44' · Van Maasakker 60' | Reporte |         | Árbitro(s): Michelle Meister Ivona Makar | Árbitro(s): Michelle Meister Ivona Makar |

| 9 de junio de 2019 | Reino Unido           | 2 - 4   | Australia                                                   | Lee Valley Hockey and Tennis Centre, Londres       |                                                    |
| 16:00              | Webb 43' · Howard 53' | Reporte | M. Fitzpatrick 18' · Peris 18' · Claxton 23' · Williams 37' | Árbitro(s): Michelle Joubert Carolina de la Fuente | Árbitro(s): Michelle Joubert Carolina de la Fuente |

| 12 de junio de 2019 | Alemania                  | 2 - 1   | Bélgica        | UHC-Clubanlage, Hamburgo                  |                                           |
| 18:30               | Lorenz 51' · Maertens 56' | Reporte | Ballenghien 4' | Árbitro(s): Maggie Giddens Ayanna McClean | Árbitro(s): Maggie Giddens Ayanna McClean |

| 12 de junio de 2019 | Países Bajos                           | 3 - 2   | Nueva Zelanda  | HC Den Bosch, 's-Hertogenbosch            |                                           |
| 19:30               | Jonker 21' · Albers 24' · De Waard 55' | Reporte | Merry 44', 54' | Árbitro(s): Michelle Meister Sarah Wilson | Árbitro(s): Michelle Meister Sarah Wilson |

| 15 de junio de 2019 | China                                      | 4 - 0   | Estados Unidos | Wujin Hockey Stadium, Changzhou         |                                         |
| 16:00               | Peng 29' · Gu 37' · Zhang X. 40' · Guo 46' | Reporte |                | Árbitro(s): Ivona Makar Aleisha Neumann | Árbitro(s): Ivona Makar Aleisha Neumann |

| 15 de junio de 2019 | Reino Unido | 0 - 1   | Países Bajos | Lee Valley Hockey and Tennis Centre, Londres |                                             |
| 16:00               |             | Reporte | Jonker 59'   | Árbitro(s): Laurine Delforge Ayanna McClean  | Árbitro(s): Laurine Delforge Ayanna McClean |

| 16 de junio de 2019 | Alemania   | 1 - 3   | Australia                    | UHC-Clubanlage, Hamburgo                       |                                                |
| 12:00               | Gablać 32' | Reporte | Claxton 2', 3' · Chalker 21' | Árbitro(s): Celine Martin-Schmets Sarah Wilson | Árbitro(s): Celine Martin-Schmets Sarah Wilson |

| 16 de junio de 2019 | Bélgica | 0 - 3   | Nueva Zelanda       | Wilrijkse Plein Amberes, Amberes          |                                           |
| 15:30               |         | Reporte | Merry 36', 44', 59' | Árbitro(s): Michelle Meister Alison Keogh | Árbitro(s): Michelle Meister Alison Keogh |

| 19 de junio de 2019 | Bélgica         | 1 - 0   | Australia | Wilrijkse Plein Amberes, Amberes          |                                           |
| 18:30               | Ballenghien 54' | Reporte |           | Árbitro(s): Alison Keogh Michelle Meister | Árbitro(s): Alison Keogh Michelle Meister |

| 20 de junio de 2019 | Países Bajos           | 2 - 1   | Argentina   | De Klapperboom, Utrecht                   |                                           |
| 19:30               | Welten 24' · Matla 26' | Reporte | Retegui 22' | Árbitro(s): Laurine Delforge Sarah Wilson | Árbitro(s): Laurine Delforge Sarah Wilson |

| 22 de junio de 2019 | Estados Unidos          | 2 - 3   | Alemania                              | Spooky Nook Sports, Lancaster            |                                          |
| 19:00               | Grega 19' · Hoffman 45' | Reporte | Granitzki 20' · Hauke 34' · Grote 39' | Árbitro(s): Ayanna McClean Karen Bennett | Árbitro(s): Ayanna McClean Karen Bennett |

| 23 de junio de 2019 | Países Bajos                                    | 3 - 1   | Australia   | Wagener Stadium, Amstelveen               |                                           |
| 15:00               | Van den Assem 14' · Leurink 51' · Verschoor 54' | Reporte | Chalker 57' | Árbitro(s): Michelle Joubert Amber Church | Árbitro(s): Michelle Joubert Amber Church |

| 23 de junio de 2019 | Bélgica          | 1 - 2   | Argentina                     | Wilrijkse Plein Amberes, Amberes      |                                       |
| 15:30               | Vanden Borre 60' | Reporte | Retegui 17' · M. Granatto 23' | Árbitro(s): Sarah Wilson Alison Keogh | Árbitro(s): Sarah Wilson Alison Keogh |

| 23 de junio de 2019 | Reino Unido                  | 3 - 1   | Nueva Zelanda | Twickenham Stoop, Londres                 |                                           |
| 16:30               | Martin 23' · Owsley 34', 42' | Reporte | Merry 44'     | Árbitro(s): Liu Xiaoying Michelle Meister | Árbitro(s): Liu Xiaoying Michelle Meister |

### Fase final
|  | Semifinales  | Semifinales |                        |       | Final | Final |
|  |              |             |                        |       |       |       |
|  | 27 de junio  |             |                        |       |       |       |
|  |              |             |                        |       |       |       |
|  | Países Bajos | 2           |                        |       |       |       |
|  | Países Bajos | 2           | 29 de junio            |       |       |       |
|  | Alemania     | 1           |                        |       |       |       |
|  | Alemania     | 1           | Países Bajos           | 2 (4) |       |       |
|  | 27 de junio  |             | Países Bajos           | 2 (4) |       |       |
|  |              | Australia   | 2 (3)                  |       |       |       |
|  | Argentina    | Australia   | 2 (3)                  | 1 (3) |       |       |
|  | Argentina    |             |                        | 1 (3) |       |       |
|  | Australia    | 1 (4)       |                        |       |       |       |
|  | Australia    | 1 (4)       | Tercer y cuarto puesto |       |       |       |
|  |              |             |                        |       |       |       |
|  | 29 de junio  |             |                        |       |       |       |
|  |              |             |                        |       |       |       |
|  | Alemania     | 1 (3)       |                        |       |       |       |
|  | Alemania     | 1 (3)       |                        |       |       |       |
|  | Argentina    | 1 (1)       |                        |       |       |       |

#### Semifinales
| 27 de junio de 2019 | Argentina                                                      | 1 - 1 (3 - 4 p.)           | Australia                                          | Wagener Stadium, Amstelveen                   |                                               |
| 17:15               | Jankunas 4'                                                    | Reporte                    | Kenny 29'                                          | Árbitro(s): Michelle Meister Michelle Joubert | Árbitro(s): Michelle Meister Michelle Joubert |
|                     |                                                                | Tiros desde el punto penal |                                                    |                                               |                                               |
|                     | Rebecchi · D'Elía · Albertarrio · Jankunas · Di Santo · D'Elía |                            | Malone · Nobbs · Kenny · Peris · Williams · Malone |                                               |                                               |

| 27 de junio de 2019 | Países Bajos           | 2 - 1   | Alemania  | Wagener Stadium, Amstelveen           |                                       |
| 20:00               | Matla 52' · Welten 56' | Reporte | Grote 14' | Árbitro(s): Amber Church Sarah Wilson | Árbitro(s): Amber Church Sarah Wilson |

#### Partido por el tercer puesto
| 29 de junio de 2019 | Alemania                                            | 1 - 1 (3 - 1 p.)           | Argentina                                      | Wagener Stadium, Amstelveen               |                                           |
| 14:00               | Schröder 32'                                        | Reporte                    | Retegui 6'                                     | Árbitro(s): Amber Church Michelle Joubert | Árbitro(s): Amber Church Michelle Joubert |
|                     |                                                     | Tiros desde el punto penal |                                                |                                           |                                           |
|                     | Schröder · Gräve · Müller-Wieland · Maertens · Huse |                            | Albertarrio · Habif · Rebecchi · Von der Heyde |                                           |                                           |

#### Final
| 29 de junio de 2019 | Países Bajos                                 | 2 - 2 (4 - 3 p.)           | Australia                                       | Wagener Stadium, Amstelveen               |                                           |
| 16:00               | Veen 24' · Jonker 49'                        | Reporte                    | Williams 19' · Nobbs 58'                        | Árbitro(s): Laurine Delforge Sarah Wilson | Árbitro(s): Laurine Delforge Sarah Wilson |
|                     |                                              | Tiros desde el punto penal |                                                 |                                           |                                           |
|                     | Keetels · De Waard · Verschoor · Veen · Stam |                            | Nobbs · Malone · Fitzpatrick · Williams · Peris |                                           |                                           |